# Уна (роман)
Уна : љубавни роман је љубавни роман Мома Капора. Издат је 1981. од стране издавачке куће Знање Загреб. Роман приповеда о романси између младе, лепе и интелигентне студенткиње Уне Војводић и њеног професора Мишела Бабића.

## О књизи
Роман Уна припада најчитанијим делима Моме Капора, не само због интригантне љубавне приче око које се радња одвија већ и због начина на који је аутор успео да дочара дух једног времена и тако га заувек сачувао од заборава.
Главни јунак романа, Мишел Бабић, је средовечни ожењени професор који напушта своју конфорну зону и упушта се у везу са студенткињом Уном Војводић. На тај начин доводи у питање своју егзистенцију. Професор Бабић међутим сматра да добија много више него што губи, а можда му се и то само чини.
Иако је аутор роман назвао именом главног женског лика, иако је дуго био представљан као љубавни, то је био само још један начин да се иза таквих одредница сакрије шокантна судбина мушког лика, професора Бабића, што је у ствари и најважније у роману, али и да се остале теме постепено, кроз наизглед романтичну причу, изнесу пред читаоце и прикажу у свом огољеном виду, тако да је роман Уна и љубавни, и еротски, и натуралистички, и филозофски, и политички, и друштвени роман. Јунаци романа лако могу постати и сами читаоци ако се препознају у медитацијама професора Бабића, у поступцима студенткиње Уне, у ставовима прагматичног продекана, па и у свакодневним размишљањима обичних људи.
Три главна лика романа - професор, студенткиња и продекан савршено дочаравају темеље на којима почива сваки систем: професор из конвенционалног живота бежи у нови бунт, млада бунтовма студенткиња која неприметно упада у конвенционалности које живот намеће и продекан који искоришћава слабости експресивног колеге и несигурне студенткиње. Љубавници који се понашају као да је око њих све мед и млеко, не упадају само у круг и колотечину што друштво и систем намећу, него постају и жртве нових медија који се нагло развијају и прете да покоре човечанство које им се препушта само од себе. Човек се у роману Уна ипак показује као нестално и недоследно биће, мада остаје нада да ће достићи ону јединственост коју означава име из наслова.

## ФилмУна
Роман је 1984. екранизован, а улоге Уне и професора Бабића су играли Соња Савић и Раде Шербеџија. Сценарио је по Капоровом тексту написао Небојша Пајкић, док је филм режирао Милош Радивојевић.